# في حضرة الغياب (مسلسل)
في حضرة الغياب هو مسلسل تلفزيوني يروي سيرة حياة الشاعر الفلسطيني محمود درويش.

## بطولة
- فراس إبراهيم
- سلاف فواخرجي
- سوزان نجم الدين
- ميرنا المهندس
- أحمد زاهر
- تيسير إدريس
- أسعد فضة